# Літературний ярмарок
«Літерату́рний я́рмарок» (с укр. — «Литературная ярмарка») — ежемесячный художественно-литературный журнал-альманах, выходивший в Харькове с декабря 1928 по февраль 1929 г. Это издание стало важной составляющей литературного процесса 1920-х годов на Украине.
Журнал появился в декабре 1928 г., и первый выпуск вышел под номером 131 (тираж 5000 экземпляров): «Декабрь 1928 12х10 +11». Микулаш Неврлий писал, что этот альманах: «… завершал собой бурную эпоху украинского возрождения в 20-х годах». Идея создавания журнала-альманаха принадлежала М. Йогансену, её подхватили и воплотили Микола Хвылевой и Николай Кулиш. Ю. Смолич писал: «„Литературной ярмаркой“ назвали, собственно, сначала отрезок Сумской улицы от кафе „Пок“ до Театральной площади, где вдоль бульвара расположились редакции газет и журналов, — вплоть до площади Мироносицкой, где содержалось тогда ДВОУ». Название «ярмарка» намекало на возможность «свободной торговли» идеями, в противовес «государственным магазинам» и «литературным ведомствам» (так редакция в полемике саркастически называла организации пролетарской литературы вроде ВУСПП).
Редакция альманаха декларировала свою позицию как внегрупповую, что способствовало привлечению к участию в издании ряда писателей из других литературных объединений (например, ВУСПП), хотя фактически альманах был органом группы писателей, ранее входивших в ВАПЛИТЕ, ликвидированной в 1928 году: Олесь Досвитный, Кулиш, Ю. Шпола, Хвылевой, Ю. Яновский, П. Панч, М. Бажан, Д. Фальковский, А. Любченко, В. Мисик, К. Полищук, О. Влызько, Т. Масенко, Г. Косынка, П. Лесной, Ф. Капельгородский, В. Гжицкий, В. Сосюра, Г. Эпик, Г. Коцюба, И. Днепровский, И. Сенченко и др.
В альманахе печатались такие остросатирические произведения, как «Иван Иванович» и «Ревизор» Н. Хвылевого, пьесы «Мина Мазайло» и «Народный Малахий» Н. Кулиша, «Вертеп» А. Любченко, отрывки из поэмы «Мазепа» В. Сосюры, роман «Черное озеро» В. Гжицкого, прозаические произведения И. Сенченко, В. Мисика, позднее обвиненные в «буржуазном национализме». В публицистических материалах нередко использовалась форма мистифицированного «письма» или «воспоминания» («В доме — чужая правда и сила, и воля» П. Капельгородского, «Письмо О. Досвитного к Н. Кулиша»). Такая форма практиковалась почти в каждом номере.
Альманах неоднократно подвергался нападениям официальной критики, даже за внешнее оформление издания (сочетание модернизма с традиционными формами украинского вертепа. После закрытия этого издания была создана группа и журнал «Пролитфронт».